# メイデンヘッド

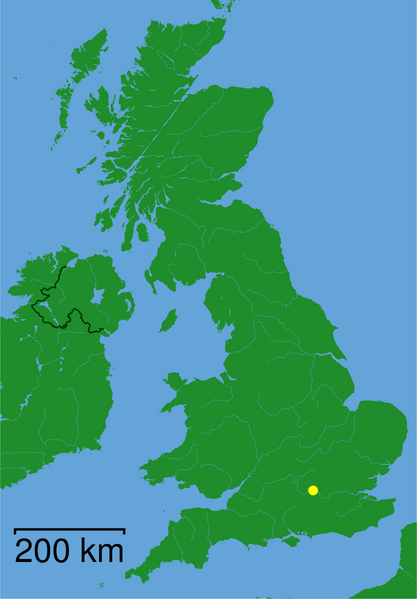
メイデンヘッドの位置

メイデンヘッド（Maidenhead）は、イギリスのイングランド南東部、ロンドン西郊バークシャーに属するタウン。日本語ではメイドゥンヘッド、或いはマイダンヘッドとも表記される。

## 地勢
東隣のウィンザーと共にウィンザー・メイデンヘッド王室特別区（Royal Borough of Windsor and Maidenhead）という独立行政区を構成しており、両都市の間にはテムズ川の氾濫を防ぐ為のジュビリー川という人工河川が造成されている。

## 歴史
13世紀から18世紀にかけてはロンドン郊外の寒村の一つであったが1838年にパディントン駅を起点とするグレート・ウェスタン鉄道が開通し、ベッドタウンとして発展した。
1901年7月12日に当地で1時間当たりの降水量92ミリを観測しており、これがイギリス史上最高記録となっている。また、無線通信で緯度・経度を6桁の英数字で表示するグリッド・ロケーターは1980年に当地で規格が取り決められたことから「メイデンヘッド・ロケーターシステム」とも呼ばれる。
日本では児童文学作品『ドリトル先生』シリーズの原作者であるヒュー・ロフティング（1886年 - 1947年）の出生地として知られているが、ロフティングが作家活動に従事したのは1919年にアメリカ合衆国へ移住した後であるためかイギリスでは「ロフティングはアメリカの作家」と言うイメージが強く、メイデンヘッドにおいてもロフティングを顕彰する史跡などは特に存在していない。

## スポーツ
- メイデンヘッド・ユナイテッドFC（サッカークラブ、カンファレンス・サウス所属）

## 姉妹都市
- ヌイイ＝シュル＝セーヌ
- ゴスラー

以下はいずれもウィンザー・メイデンヘッド独立行政区としての姉妹都市。
- サン＝クルー
- バート・ゴーデスベルク
- フラスカーティ
- コルトレイク